# Юридична освіта
Юридична освіта — частина системи спеціалізованої освіти, яка забезпечує підготовку правознавців (юристів) для роботи в державному апараті, судах, адвокатурі, народному господарстві, правоохоронних органах.

## Визначення
Юридична освіта — певний освітній рівень, здобутий в результаті послідовного, системного та цілеспрямованого процесу засвоєння системи правових знань, поглядів, переконань, умінь і навичок, формування особи, як громадянина, здатного до професійно-правової діяльності.
Юридична освіта є необхідною складовою кожного громадянина держави. Це один із визначальних чинників стабільної правової системи.
Фахівці розглядають «юридичну освіту», як складову більш загальної правової освіти, як галузь вищої освіти, як фундамент юридичної професії, як запоруку професійної компетентності правника, як середовище формування нового покоління правників, як один із інструментів реалізації соціальної функції права, як критерій соціальної стратифікації, як специфічний вид підприємницької діяльності, як шлях розбудови політичної кар'єри, як спосіб реалізації особистих амбіцій тощо. Відтак існує чимало думок щодо того, що являє собою юридична освіта.

## Посади, для яких необхідна вища юридична освіта
Вища юридична освіта надає можливість працювати суддею, помічником судді, секретарем судового засідання, адвокатом, помічником адвоката, нотаріусом, помічником нотаріуса, прокурором, керівника, головного спеціаліста, провідного спеціаліста, спеціаліста юридичної служби органу виконавчої влади, арбітражним керуючим (розпорядником майна, керуючим санацією, ліквідатором), державним і приватним виконавцем, помічником приватного виконавця, державним реєстратором, аудитором, членом наглядової ради державного банку, керівником і членом ради банку, керівником, заступником керівника територіального органу поліції, керівником та заступниками керівника поліції, членом Центральної виборчої комісії, інспектором Вищої кваліфікаційної комісії суддів України, юрисконсультом, працівником установи з надання безоплатної первинної правової допомоги, працівником комерційної установи, співробітником міжнародної організації із захисту прав людини (Організації Об'єднаних Націй, Міжнародній організації праці, Ради Європи, Європейського суду з прав людини, ОБСЄ, ЮНІСЕФ), працівниками громадських правозахисних організацій, інших установ та організацій, науковим працівником у галузі юридичних наук, науково-педагогічним працівником (викладачем юридичних дисциплін).

## Характеристика юридичної освіти в Україні

### Розвиток юридичної освіти
Розвиток вищої юридичної освіти в Україні почався на юридичних факультетах у складі університетів, за винятком найдавнішого Львівського університету (1661), з'явилися в основному в XIX ст. — це юридичні факультети у Харкові (1805), Києві (1835), Одесі (1865), Чернівцях(1875).
Сьогочасний стан вищої юридичної освіти позначається суперечливими характеристиками: кількість вищих навчальних закладів, які дають юридичну освіту, в Україні нині сягає майже 300, тоді як до 1991 року було — 6 державних. У Польщі їх налічується лише 25 (із них 10 — приватні), у Німеччині — 44 (із них — 1 приватний), у Франції — близько 80, у Великій Британії — 97 і, навіть, у Сполучених Штатах Америки — менше 200.

### Принципи юридичної освіти
- безперервність та поступове ускладнення навчального процесу;
- поєднання загальних та спеціалізованих знань у процесі навчання;
- поєднання теоретичного та прикладного у юридичному навчанні;
- творчий підхід до розв'язання наукових проблем та практичних ситуацій.

### Завдання юридичної освіти
Дати учасникам навчально-виховного процесу повноцінні юридичні знання з навчальних дисциплін в обсязі програми, прищепити навички умілого застосування теоретичних положень у ході практичної діяльності.

### Система юридичної освіти
Складається із відповідних закладів освіти, наукових, науково-методичних і методичних установ, баз навчальної юридичної практики, державних і місцевих органів управління освітою та самоврядування в галузі освіти.
Держава контролює якість юридичної освіти. Міністерство освіти і науки України проводить порядок створення, реорганізації, ліквідації, ліцензування, атестації та акредитації юридичних навчальних закладів та визначає зміст, види, форми юридичної освіти.
Першим закладом здобуття юридичної освіти в Україні є загальноосвітні школи і спеціалізовані ліцеї, де однією зі шкільних навчальних дисциплін є «Правознавство». Даний курс покликаний стати теоретичною основою практичного розв'язання проблем державно-правового будівництва і правового виховання населення.

### Структура юридичної освіти
Включає вищу юридичну освіту, післядипломну юридичну освіту, аспірантуру, докторантуру, професійну юридичну самоосвіту.
Статус вищого закладу юридичної освіти відповідно до Закону України «Про освіту» визначається рівнем його акредитації, які здійснюють підготовку фахівців різних освітньо-кваліфікаційних рівнів на різних формах навчання: очна (денна), вечірня, заочна, екстернат.
Структура юридичної освіти складається з видів, рівнів акредитації закладів юридичної освіти:
| Види вищих закладів юридичної освіти | Рівні акредитації вищої юридичної освіти | Термін навчання | Освітньо-кваліфікаційні рівні                                           |
| ------------------------------------ | ---------------------------------------- | --- | ----------------------------------------------------------------------- |
| Технікум (училище)                   | перший рівень акредитації                | 3 — 4 роки навчання після базової загальної середньої освіти; 2,5 роки навчання після повної загальної середньої освіти                                                              | неповна вища освіта - молодший спеціаліст                               |
| Коледж                               | другий рівень акредитації                | 3 — 4 роки навчання після базової загальної середньої освіти; 2,5 роки навчання після повної загальної середньої освіти                                                              | неповна вища освіта, базова вища освіта - молодший спеціаліст, бакалавр |
| Інститут                             | третій і четвертий рівні акредитації     | 4 роки навчання після повної загальної середньої освіти та неповної вищої (технікум, коледж) 5 років навчання після загальної середньої освіти, та неповної вищої (технікум, коледж) | базова вища освіта - бакалавр повна вища освіта — спеціаліст, магістр   |
| Академія                             | третій і четвертий рівні акредитації     | 5 років навчання після загальної середньої освіти, та неповної вищої (технікум, коледж)                                                                                              | базова вища освіта, повна вища освіта -бакалавр, спеціаліст, магістр    |
| Університет                          | третій і четвертий рівні акредитації     | 5 років навчання після загальної середньої освіти, та неповної вищої (технікум, коледж)                                                                                              | базова вища освіта, повна вища освіта -бакалавр, спеціаліст, магістр    |

Освітньо-кваліфікаційні рівні (молодший спеціаліст, бакалавр, спеціаліст, магістр), які є характеристиками вищої освіти за ознаками ступеня сформованості спеціальних і фундаментальних знань, умов, навичок особи, що забезпечує її здатність виконувати завдання та обов'язки (роботи) певного рівня професійної діяльності, як підстави для кваліфікації мають:
- попередню освіту, на основі якої здобувається вища освіта певного освітнього рівня;
- певний освітній рівень вищої освіти;
- завдання та обов'язки певного рівня професійної діяльності, передбачені для первинних посад у певному виді юридичної діяльності.
Здобути юридичну освіту у вищих навчальних закладах можна за результатами зовнішнього незалежного оцінювання (ЗНО) після закінчення повної загальної середньої освіти на конкурсній основі (враховуються результати ЗНО, атестату) у найпопулярніших спеціальних вишах України: Національному юридичному університеті імені Ярослава Мудрого, Національному університеті «Одеська юридична академія», Академії адвокатури України, Київському університеті права Національної академії наук України та на юридичних факультетах Київського національного університету імені Тараса Шевченка, Національного університету «Києво-Могилянська академія», Львівського національного університету імені Івана Франка тощо.
У законодавстві передбачено  різні джерела фінансування підготовки фахівців у правничій галузі:
- за державним замовленням;
- за рахунок видатків місцевих бюджетів;
- за рахунок коштів фізичних та юридичних осіб.
Ліцензійний обсяг осіб для здобуття юридичної освіти орієнтовно щорічно становить 74 250 (державна — 65 475, приватна — 8 780).
Юридична освіта — явище багатогранне. Залежно від того, до якого профілю юридичної діяльності готуються фахівці, складається відповідна програма їх навчання, де поряд з фундаментальними знаннями передбачається надання студентам, слухачам спеціальних знань з урахуванням специфіки тієї сфери, де їм доведеться працювати.

## Передумови доступу до юридичної освіти у країнах світу
У Великій Британії вступати на юридичні факультети можна на базі загальної середньої освіти. Вищі навчальні заклади Великої Британії поділяються на кілька видів: коледжі, інститути, університети. Вища юридична освіта є платною. Відсутні вступні іспити. Щорічні набори студентів невеликі — до ста чоловік. Цим пояснюються можливості широкого використання індивідуальних форм роботи із студентами. Абітурієнта оцінюють індивідуально та цілісно, використовуючи всю наявну інформацію. Так, в Лондонському університеті викладач працює по індивідуальному плану не більше ніж з десятьма студентами, в Оксфордському університеті — не більше ніж з трьома студентами. Навчання на юридичних факультетах на базі середньої освіти триває три або чотири роки.
Щороку випускається з юридичних шкіл країни близько 13 000 осіб. На жаль, Велика Британія не веде статистичного обліку кількості вступників.
У Франції загальною передумовою для доступу до вищої юридичної освіти є завершена середня освіта. Напрям підготовки в середній школі має відповідати спеціалізації у вищому навчальному закладі, обов'язковим є попередній запис на факультет. Обирають абітурієнтів на основі конкурсу досьє кандидата (дипломів та оцінок).
Загальна фахова підготовка у Франції триває 5 років: 3 роки — на рівні ліценціата, ще по одному року — на рівні Master 1 (спеціальна вища освіта) та Master 2 (поглиблена вища освіта).
Щороку понад 30 тисяч осіб вступають на правничі факультети.
У Німеччині загальні передумови доступу до юридичної освіти визначає Рамковий закон «Про вищу школу», який конкретизує законодавчі акти федеральних земель, тобто держава виконує функцію контролю за якістю юридичної освіти (результат), але здійснюється це неоднаково. Іспитів та конкурсного відбору до вступу немає, вступають за результатами шкільного навчання (атестату). Передумовою набуття юридичної освіти є здобуття успішної «доуніверситетської» освіти.
Навчання в державних університетах Німеччини — безкоштовне. Виключенням є приватні платні виші, проте підготовку юристів здійснюють тільки державні університети. Найбільші юрфаки Німеччини — Мюнхенського, Берлінського, Гамбурзького, Мюнстерського університетів. Передбачено двоетапну систему підготовки: перший — навчання в університеті (як правило, 4 роки або менше (в дійсності — 4,5–6 р.) та другий — підготовча служба — референдаріат (2 роки).
Характерною особливістю системи юридичної освіти Німеччини є те, що яку б юридичну професію не обрав майбутній фахівець (адвокат, прокурор, нотаріус, суддя), йому в обов'язковому порядку необхідно успішно скласти державний іспит, тобто набути здатність обіймати посади судді.
Відсутня у Німеччини точна статистика вступників та випускників, орієнтовно більше 23
тисяч осіб.
У Польщі навчатися на юридичному факультеті можна після навчання у ліцеї, маючи свідоцтво зрілості та, склавши державний іспит (українські аналоги атестата середньої школи та незалежного тестування відповідно). Для абітурієнтів юридичних факультетів передбачено конкурсний відбір за результатами іспитів на базі шкільної освіти. Абітурієнту надається право вибрати один найкращий результат із переліку іспитів (історія, суспільствознавство, польська мова). Юридичні факультети в Польщі рідко коли
складають 100 чоловік, а державне навчання є престижним та безкоштовним. У Польщі термін юридичного навчання становить 5-5,5 років залежно від навчального закладу.
Орієнтовно навчається 59 430 осіб у державних та приватних юридичних закладах.
США, запозичивши в кінці XIX століття європейську систему освіти, трансформували, модернізували її і створили свою багаторівневу, переважно університетську систему вищої юридичної освіти. Найнижчий рівень — дворічні коледжі, відповідні по рівню українським середнім навчальним закладам. Середній рівень вищих навчальних закладів — чотирилітні коледжі, так звані загальноосвітні, які в цілому за статусом можна прирівняти до наших інститутів Ведучий тип вищих навчальних закладів — університети. У виші можуть поступати випускники повних середніх шкіл, що мають диплом про закінчення старшої середньої школи. Вступних іспитів до юридичних коледжів немає, зарахування проводиться на основі результатів проходження  тесту, який називається LSAT (Law School Admission Test), результати якого висилаються поштою абітурієнтові.
В Америці юридична освіта вважається другою вищою, так як вступити в юридичний коледж можна після закінчення коледжу з будь-якої спеціальності. Навчання в американських вишах ведеться по трьох основних рівнях: 6акалаврату, магістрату і докторантурі.
В цілому, на перший погляд, у США діють правничі школи, акредитовані Американською асоціацією правників (ААП), та правничі приватні школи. Одержання юридичної освіти в акредитованій правничій школі є необхідною передумовою для допущення до складання кваліфікаційного правничого іспиту на право ведення в 50 штатах і територіях США. Випускники неакредитованих ААП правничих шкіл, можуть складати правничий іспит тільки в тому штаті, де знаходиться школа. Управління вищою юридичною освітою здійснює громадсько-професійне самоврядування (автономність), тобто ААП, а не держава. Правнича школа в США є дуже подібною до українського навчального закладу вищої юридичної освіти — він функціонує, як частина університету, чи окремий навчальний заклад. Однак існують і суттєві відмінності. Американські правничі школи є закладами виключно професійної освіти, тобто «професійними» школами, в яких одержують базову вищу юридичну освіту після одержання базової освіти в університеті (коледжі). Крім того, вони, на відміну від українських, випускають не юристів, а тільки кандидатів у правники, яким ще доводиться здобувати цей статус. Інші істотні відмінності зумовлені тим, що адміністрування юридичної освіти в Україні та США здійснюється на різних засадах.